# Edimilson Fernandes
Edimilson Fernandes (Sion, 15 de abril de 1996) es un futbolista suizo. Juega de centrocampista y su equipo es el B. S. C. Young Boys de la Superliga de Suiza.
Es primo de los también futbolistas Gelson Fernandes, Cabral y Manuel Fernandes.

## Selección nacional

### Participaciones en Copas del Mundo
| Mundial      | Sede  | Resultado        | Partidos | Goles |
| ------------ | ----- | ---------------- | -------- | ----- |
| Mundial 2022 | Catar | Octavos de final | 3        | 0     |

## Clubes
| Club                         | País       | Año       |
| ---------------------------- | ---------- | --------- |
| F. C. Sion                   | Suiza      | 2015-2016 |
| West Ham United F. C.        | Inglaterra | 2016-2019 |
| ACF Fiorentina (cedido)      | Italia     | 2018-2019 |
| 1. FSV Mainz 05              | Alemania   | 2019-2025 |
| Arminia Bielefeld (cedido)   | Alemania   | 2021-2022 |
| B. S. C. Young Boys (cedido) | Suiza      | 2022      |
| Stade Brestois 29 (cedido)   | Francia    | 2024-2025 |
| B. S. C. Young Boys          | Suiza      | 2025-     |

## Palmarés

### Campeonatos nacionales
| Título     | Club       | País  | Año     |
| ---------- | ---------- | ----- | ------- |
| Copa Suiza | F. C. Sion | Suiza | 2014-15 |